# 汪國策
汪國策（1604年—？），字叔獻，南直隸應天府六合縣籍，徽州府婺源縣人，明朝政治人物。

## 生平
崇禎六年（1633年）癸酉科應天鄉試第六十六名舉人，七年（1634年）中式甲戌科會試第一百四十名，三甲第一百九十六名進士。都察院觀政，八年（1635年）授南京武學教授，九年（1636年）升國子監博士，十年（1637年）升南京戶部湖廣司主事，十一年（1638年）管揚州鈔關，十二年（1639年）升郎中，出為順德府知府，十三年（1640年）降職，十五年（1642年）補福建布政使司理問。

## 家族
曾祖汪耆秀，貢士；祖父汪如璧，封登仕郎；父汪元器，廩例國子生。